# Modi Bar-On
Modi Bar-On (hebrejsky מודי בר־און‎, celým jménem Mordechaj Bar-On; 20. září 1962 – 30. května 2022) byl izraelský televizní a rozhlasový moderátor, televizní tvůrce, publicista, novinář a pedagog.

## Biografie
Vystudoval bakalářský obor divadelní umění na Telavivské univerzitě. Svoji kariéru zahájil v 80. letech jako stand-up komik, později psal skeče pro komediální televizní pořad ha-Chamišija ha-kamerit (החמישייה הקאמרית‎). V polovině 90. let byl sloupkařem v několika denících, jednak v místním deníku Zman Tel Aviv, dále v Ma'arivu a v letech 1993 až 1994 měl vlastní satirický sloupek v deníku Globes. V roce 1995 napsal společně s Ilanem Eldadem divadelní hru.
Od poloviny 90. let se podílel na tvorbě dokumentárních televizních pořadů. Patří mezi ně například pořad ha-Kol anašim (הכל אנשים‎) o významných osobnostech izraelských dějin. Nezabýval se v něm však hlavními událostmi jejich života, ale zaměřuje se na jejich povahu a to, co je utvářelo.
Byl ženatý, měl dvě děti a žil v Tel Avivu.
Modi Bar-On zemřel na rakovinu plic 30. května 2022 ve věku 59 let.